# Saint-Martin-Osmonville

Saint-Martin-Osmonville este o comună în departamentul Seine-Maritime, Franța. În 1 ianuarie 2022 avea o populație de 1.171 de locuitori.